# Petteri Kaijasilta
Harri-Petteri Kaijasilta (Turku, 3 augustus 1974) is een voormalig profvoetballer uit Finland, die speelde als aanvaller. Hij beëindigde zijn actieve loopbaan in 2010 bij de Finse club PK-35 Vantaa. Behalve in zijn vaderland speelde hij ook clubvoetbal in Schotland.

## Interlandcarrière
Kaijasilta kwam in totaal drie keer (één doelpunt) uit voor de nationale ploeg van Finland in de periode 1998–1999. Hij maakte zijn debuut op 9 februari 1998 in de oefenwedstrijd tegen Slowakije (0-2) in Larnaca. Hij trad na 69 minuten aan als vervanger van Teemu Tainio.

## Erelijst
MyPa-47 Anjalankoski
- Veikkausliiga

2005
 Atlantis FC
- Suomen Cup

2001